# Xiaqiu (köpinghuvudort i Kina, Shandong Sheng, lat 37,01, long 119,90)
Xiaqiu (kinesiska: 夏邱, 夏邱镇) är en köpinghuvudort i Kina. Den ligger i provinsen Shandong, i den östra delen av landet, omkring 260 kilometer öster om provinshuvudstaden Jinan. Antalet invånare är 38 947. Befolkningen består av 18 741 kvinnor och 20 206 män. Barn under 15 år utgör 13,0 %, vuxna 15-64 år 74 %, och äldre över 65 år 12,0 %.
Runt Xiaqiu är det tätbefolkat, med 411 invånare per kvadratkilometer. Närmaste större samhälle är Shahe, 12,3 km väster om Xiaqiu. Trakten runt Xiaqiu består till största delen av jordbruksmark.
Genomsnittlig årsnederbörd är 706 millimeter. Den regnigaste månaden är juli, med i genomsnitt 240 mm nederbörd, och den torraste är januari, med 11 mm nederbörd.